# Matica hrvatska
Matica hrvatska jedna je od najstarijih hrvatskih kulturnih ustanova. U njezinim pravilima glasi da je "samostalna, neprofitna i nevladina udruga, utemeljena 1842. kao društvo za promicanje hrvatske kulture, koje je svojom djelatnošću i kontinuitetom postalo nacionalna institucija". Latinski naziv za ovu ustanovu je Matrix Croatica.
Matica hrvatska utemeljena je 1842. godine sa svrhom promicanja nacionalnog i kulturnog identiteta u područjima umjetničkog, znanstvenog i duhovnog stvaralaštva, gospodarstva i javnoga života te skrbi za društveni razvitak. Jedan je od najvećih i najvažnijih nakladnika knjiga i časopisa u Hrvatskoj. Sva Matičina izdanja mogu se kupiti u Knjižari Matice hrvatske. Uz dvadesetak redovnih biblioteka značenjem se ističe biblioteka Stoljeća hrvatske književnosti, u kojoj je objavljeno već više od stotinu naslova. Središnjica objavljuje dvotjednik Vijenac, književni list za umjetnost, kulturu i znanost, Hrvatsku reviju, časopis za književnost, umjetnost i kulturu življenja, te književni i znanstveni časopis Kolo.
Osim izdavačke djelatnosti, Matica hrvatska priređuje brojna kulturna i znanstvena događanja: predstavljanje knjiga, znanstvene simpozije, okrugle stolove, rasprave, stručna i znanstvena predavanja te koncerte klasične glazbe. U Središnjici Matice hrvatske održi se više od stotinu manifestacija godišnje, a podjednako su aktivni i Matičini ogranci.
Pri Središnjici djeluje i Galerija Matice hrvatske u kojoj izlažu ponajprije mladi likovni umjetnici. U ciklusu Mladi glazbenici u Matici hrvatskoj nastupaju daroviti i na natjecanjima nagrađivani polaznici glazbenih škola te glazbenih smjerova na sveučilištima u Hrvatskoj. Salon Matice hrvatske priređuje predavanja iz raznih područja znanosti, umjetnosti i kulture općenito, pri čemu predavači gotovo isključivo pripadaju mlađoj ili srednjoj generaciji. Razni odjeli Matice hrvatske održavaju predavanja, tribine i skupove iz područja svoga djelovanja. Matica hrvatska organizator je i Komunikološke škole i Filozofske škole, koje omogućuju perspektivnim studentima aktivno sudjelovanje i usavršavanje u struci.
Stotinjak ogranaka Matice hrvatske objavljuje dvadesetak književnih časopisa, među kojima su Dubrovnik, Književna revija, Dometi, Zadarska smotra, Riječi... Ogranci su zbog bogate kulturne djelatnosti u svojim mjestima nezaobilazni, a ponegdje i jedini nositelji kulturnoga života.
Članom Matice hrvatske može postati svaki punoljetni državljanin Republike Hrvatske ili Hrvat s drugim državljanstvom koji prihvaća program Matice hrvatske.

## Povijest
Osnovana je 10. veljače 1842. godine pod imenom Matica ilirska na prijedlog grofa Janka Draškovića, istaknuta političara i najstarijega člana hrvatskoga narodnog preporoda. Upravo će grof Janko Drašković biti prvi predsjednik Matice ilirske (nastale iz Ilirske čitaonice osnovane 4. kolovoza 1838.), i to sve do 1850. kada Čitaonica prestaje djelovati, a Matica se počinje osamostaljivati.
Od osnutka do 1846., prvi tajnik Matice ilirske je Vjekoslav Babukić, a do 1853. izlazi devet knjiga časopisa Kolo. U nakladi Matice ilirske izlaze: knjiga IV. (1847.) – VIII. (1851.). Urednici su bili Dragutin Rakovac, Stanko Vraz, Ljudevit Vukotinović, Andrija Torkvat Brlić i Mirko Bogović. Godine 1844. tiskana je u Matici ilirskoj prva knjiga Osman Ivana Gundulića, s dopjevima Ivana Mažuranića i rječnikom Ivana i Antuna Mažuranića. Od 1846. do 1851. tajnici Matice ilirske su Stanko Vraz, Jakov Užarević i Andrija Torkvat Brlić. Od tada do 1886. s prekidima, Matica ilirska djeluje u zgradi Narodnog doma.
Od 1851. do 1858. predsjednik je bio Ambroz Vranyczany, a tajnici od 1851. do 1878. su: Ivan Perkovac, Josip Praus, Ante Starčević, kao dobrovoljnji tajnik, Adolfo Veber Tkalčević, Janko Jurković, Vatroslav Jagić, Tadija Smičiklas i Luka Mrazović.
Časopis Neven, čiji su urednici Mirko Bogović, Ivan Perkovac, Vojko Sabljić i Josip Praus, izlazi od 1852 do 1857. Za vrijeme predsjednika Ivana Mažuranića, od 1858. do 1872., izlazi časopis Književnik (1864. – 1866.), urednika Franje Račkog, Vatroslava Jagića i Josipa Torbara, a 1868., Matica ilirska surađuje s Jugoslavenskom akademijom znanosti i umjetnosti u Zagrebu.
Od 1869. do 1903. izlazi časopis Vienac. Urednici su: Đuro Deželić, Ivan Perkovac, Ivan Dežman, Franjo Marković, August Šenoa, Vjekoslav Klaić, Josip Pasarić, Bartol Inhof, Jovan Hranilović, Đuro Arnold, Stjepan Bosanac, Milan Šenoa, Ksaver Šandor Gjalski i Milivoj Dežman. Za dvogodišnjeg predsjednikovanja Matije Mesića, 1873. Matica prekida suranju s JAZU i opet postaje samostalna, 29. studenoga 1874., naziv je promijenjen u Matica hrvatska. Pretpostavlja se da je to bilo kao odgovor na naziv Jugoslavenske akademije znanosti i umjetnosti i zbog neprikladnih odnosa između Akademije i Matice.
Od 1874. do 1889. predsjednik je Ivan Kukuljević Sakcinski, a dvije godine poslije, Matica hrvatska je izdala blizu 250 knjiga. 1886. sagrađena je današnja zgrada Matice hrvatske na Zrinjevcu, a od 1878. do 1901. tajnik-blagajnik je Ivan Kostrenčić. Za predsjednikovanja Tadije Smičiklasa, od 1889. 17. ožujka. 1900., Matica hrvatska i Društvo hrvatskih umjetnika osnivaju Društvo hrvatskih književnika. Tijekom 1901. predsjednik Matice hrvatske je Ivan Trnski, a tajnik Antun Radić sve do 1909.
Đuro Arnold je predsjednik od 1902. god 1908. Hrvatsko kolo izlazi s prekidima od 1905. do 1961., kao godišnji zbornik (1948. – 1952. kao časopis). Uređuju 1905. – 1911. odbor; 1912. Branko Vodnik; 1927. – 1944. Branimir Livadić, Franjo Jelašić, Milovan Gavazzi, Josip Pasarić, Blaž Jurišić; 1945. – 1961. Joža Horvat, Jakša Ravlić, Grigor Vitez, Marijan Matković, Slavko Kolar, Gustav Krklec, Vjekoslav Kaleb i Nikola Pavić. Od 1906. do 1909., izlazi Glas Matice hrvatske, urednici su bili Ante Radić i Albert Bazala. Časopis izlazi još i 1940., kada je urednik Mile Starčević.
Od 1917. do 1927. ne događa se ništa značajno osim izmjene predsjednika i tajnika (1917. – 1918. predsjednik Krsto Pavletić, tajnik Tugomir Alaupović; 1918. – 1920. predsjednik Fran Tućan,  tajnik Iso Velikanović 1918. – 1922.; 1921. – 1926. predsjednik Dragutin Domjanić, 1922. – 1939. tajnik Franjo Jelašić; privremeni tajnici 1922.: Josip Pasarić, Maksimilijan Petanjak; 1927. predsjednik Matice Albert Bazala).
Od 1928. do 1945. predsjednik je Filip Lukas. Izlazi časopis Hrvatska revija, urednici su: Branimir Livadić, Stjepan Ivšić, Blaž Jurišić, Mile Starčević, Marko Čović i Olinko Delorko. Od 1931. do 1940. Matica hrvatska preuzima ili potpomaže izdavanje časopisâ za srednjoškolske profesore i učenike Nastavni vjesnik i Omladina, izlazi do 1939. Od 1936. do 1943., osnivaju se Matičini pododbori u Zagrebu, Čakovcu, Osijeku, Sisku, Karlovcu, Samoboru, Varaždinu, Vinkovcima, Vukovaru, Dubrovniku, Sarajevu i drugdje. U njihovoj nakladi objavljeno je dvadesetak knjiga, izlazili su časopisi Hrvatska misao (Sarajevo, 1943. – 1944.) i Hrvatski sjever (Osijek, 1944.).
Od 1940. do 1945. tajnik je Mirko Jurkić. Dana 11. siječnja 1941., odlukom banske vlasti razrješuju se Upravni i Nadzorni odbor Matice hrvatske, te se uvodi komesarijat u Maticu hrvatsku na čelu s Antom Martinovićem. Uspostavom Nezavisne Države Hrvatske, komesarijat je ukinut 17. travnja. Od 1945. do 1949., predsjednik je Mihovil Nikolić, a tajnici: Ivan Dončević, Petar Šegedin i Petar Lasta. Od 1950. do 1954., predsjednik je Gustav Krklec, a tajnici: Petar Lasta, Vjekoslav Kaleb i Nikola Pavić.
Od 1953. ponovno se osnivaju Matičini pododbori, koji se od 1970. nazivaju se ograncima: Split (1953.), Dubrovnik, Rijeka, Zadar (1954.), Vinkovci (1959.), Osijek, Slavonska Požega (1961.), Pula, Šibenik (1962.), Pakrac, Sisak, Čakovec, Županja (1964.), Karlovac, Umag, Poreč, Slavonski Brod, Križevci (1965.), Varaždin, Koprivnica, Gospić (1966.), Pazin, Rovinj (1969.), Korčula, Jastrebarsko, Metković, Đakovo, Imotski, Orahovica (1970.), Donji Miholjac, Bjelovar, Našice, Drniš, Otok, Ilok, Omiš, Virovitica, Nova Gradiška, Zaprešić, Blato, Petrinja, Samobor, Valpovo, Makarska, Novska, Kutina, Ozalj, Krapina, Podravska Slatina, Trogir, Ploče, Kaštel-Sućurac, Sinj, Nin i Ogulin (1971.). Ukupno je osnovano 55 pododbora (ogranaka).
Godine 1954., potpisan je Novosadski dogovor o jeziku. Tiskanjem časopisa Mogućnosti, splitski pododbor Matice hrvatske pokreće ili preuzima izdavanje važnijih serijskih publikacija u nakladi Matičinih pododbora (ogranaka), što s prekidima izlaze i danas: Dubrovnik (Dubrovnik, od 1955.), Zadarska revija (danas Zadarska smotra, Zadar, od 1956.), Riječka revija (Rijeka, od 1958.), Revija (danas Književna revija, Osijek, od 1961.), Godišnjak PO MH Vinkovci (danas Godišnjak za kulturu, umjetnost i društvena pitanja, Vinkovci, 1962.), Svjetlo (Karlovac, od 1965.), Dometi (Rijeka, 1968.), Riječi (Sisak, 1969.)...
Od 1954. do 1968., predsjednik je Jakša Ravlić, a tajnici Nikola Pavić i Joža Horvat. Godine 1960., osnovan je Nakladni zavod MH.
Godine 1962., organizirana je velika proslava 120. obljetnice Matice hrvatske. U suradnji s izdavačkom kućom Zora, pokrenuta je biblioteka Pet stoljeća hrvatske književnosti, kojoj je od 1980. izdavač Nakladni zavod Matice hrvatske. Objavljeno je 180 knjiga. Urednički odbor: Rafo Bogišić, Pero Budak, Branimir Donat, Ivan Dončević, Ivo Frangeš, Marin Franičević, Branko Hećimović, Joža Horvat, Dubravko Jelčić, Jure Kaštelan, Gustav Krklec, Marijan Matković, Slavko Mihalić, Nedjeljko Mihanović, Jakša Ravlić, Miroslav Šicel, Krsto Špoljar, Dragutin Tadijanović, Šime Vučetić; tajnici Krsto Špoljar, Jelena Hekman i Slavko Mihalić.
Od 1963. do danas, s prekidima, izlazi časopis Kolo. Urednici od 1963. do 1972. Vlatko Pavletić, Igor Zidić, Saša Vereš, Mladen Čaldarović, Milivoj Slaviček, Miroslav Vaupotić; od 1991. do danas: Igor Zidić i Vlaho Bogišić. Pokrenuta je i Biblioteka Kolo (1969. – 1972.), urednika Igora Zidića. Godine 1966., Matica hrvatska pokreće časopis za pitanja likovne kulture i umjetnosti Život umjetnosti. U nakladi Matice hrvatske izlazi do 1972., urednici: Božidar Gagro i Žarko Domljan. Matica hrvatska organizirala veliki simpozij o 130. godišnjici hrvatskog narodnog preporoda.
Godine 1967., u Matici hrvatskoj je sastavljena, Deklaracija o nazivu i položaju hrvatskog književnog jezika. Od 1968. do 1970., predsjednik je Hrvoje Iveković, a tajnik Jozo Ivičević, do 1971. Od 1968. do 1971., izlazi časopis Kritika. Izašlo je 9 brojeva, nakladnici: Nakladni zavod Matice hrvatske (br. 1 – 9), Društvo književnika Hrvatske (br. 10 – 19). Glavni urednik je Vlatko Pavletić. Objavljeno i osam knjiga, posebnih izdanja ovog časopisa.
Od 1969. do 1971., osnovano je 18 povjereništava Matice hrvatske (Gruda, Kuna, Župa, Ćilipi, Ston, Slano, Draganić, Poličnik, Bribinje, Posedarje, Preko, Stankovci, Škabrnja, Feričanci, Kompletinci, Gorjani, Tomašanci i Viškovci. Ljudevit Jonke je predsjednik tijekom 1970. i 1971. godine. Godine 1971., Matica hrvatska pokreće skupljanje novca i podizanje zajma za izgradnju tunela kroz Učku i autocestu Kralja Tomislava Zagreb – Split. Pokrenuto je izdavanje publikacije Hrvatski znanstveni zbornik, publikacija izlazila još i od 1993. do 1994. Urednici su bili: Danilo Pejović, Šime Đodan, Radoslav Katičići Tvrtko-Matija Šercar.
Dne 16. travnja 1971., raskinut je Novosadski dogovor o jeziku, izlazi prvi od 33 broja Hrvatskog tjednika, Matičinih novina za kulturna i društvena pitanja, glavni urednici su Igor Zidić i Vlado Gotovac. Zadnji broj je izašao 3. prosinca. 7. prosinca 1971., ostavka uredništva Hrvatskog tjednika, 11. prosinca, kolektivna ostavka članova Izvršnog odbora Matice hrvatske, 20. prosinca, kolektivna ostavka članova Upravnog odbora i Predsjedništva Matice hrvatske.
Matičine prostorije i arhiv preuzima policija, dio pokretne imovine otuđen, dio predan na čuvanje Jugoslavenskoj akademiji znanosti i umjetnosti. Pod prisilom, prestaje rad Matice hrvatske. 11. siječnja 1972. i poslije, uhićeni su neki od najpoznatijih djelatnika središnjice i ogranaka Matice hrvatske, nakon čega je uslijedilo hapšenje Matičinih djelatnika i članova diljem Hrvatske. Nakladni zavod Matice hrvatske nastavlja nakladničku djelatnost Matice hrvatske.
Tijekom 1989. i 1990., javlja se inicijativa i traju pripreme za obnovu djelatnosti Matice hrvatske. Konstituirana je prijelazna uprava: predsjednik Petar Šegedin, tajnik Jozo Ivičević. Obnavlja se djelatnost ogranaka Matice hrvatske. Danas djeluje oko 130 ogranaka u Hrvatskoj, Bosni i Hercegovini i drugim zemljama, objavljeno je oko 1000 knjiga, izlazi tridesetak serijskih publikacija. 8. prosinca 1990., održana je Obnoviteljska skupština Matice hrvatske, za predsjednika je izabran Vlado Gotovac.
Godine 1991., Matica hrvatska vraća u svoju nakladničku djelatnost izdavanje časopisa Hrvatska revija; urednici Vinko Nikolić, Boris Maruna i Mladen Klemenčić. Od 1992. do 1999., glavni tajnik je Krešimir Mikolčić. Vijenac izlazi od 1993. do danas, Matičine novine za književnost, umjetnost i znanost; glavni urednici: Slobodan Prosperov Novak, Boris Maruna, Andrea Zlatar, Mladen Kuzmanović i Ivica Matičević. Pokretanjem novog niza biblioteke Mala knjižnica Matice hrvatske započinje intenzivna nakladnička djelatnost središnjice Matice hrvatske (do danas objavljeno preko 400 knjiga). Glavna urednica izdanja je Jelena Hekman.
Godine 1995., pokrenuta je biblioteka Stoljeća hrvatske književnosti; urednički odbor: Vlatko Pavletić (glavni urednik), Dubravko Jelčić, Josip Vončina (izvršni urednici), Nikola Batušić, Rafo Bogišić, Vlaho Bogišić, Maja Bošković-Stulli, Josip Bratulić, Branimir Donat, Dunja Fališevac, Aleksandar Flaker, Ivo Frangeš, Nedjeljko Mihanović, Krešimir Nemec, Slobodan Prosperov Novak, Darko Novaković, Pavao Pavličić, Boris Senker, Ante Stamać, Miroslav Šicel, Dragutin Tadijanović i Mirko Tomasović. Dosad je objavljeno 56 knjiga.
Od 1996. do 2002., predsjednik je Josip Bratulić. Godine 1997., dr. Jure Petričević, agronom i nakladnik, jedan od najpoznatijih hrvatskih emigranta, ostavio Matici hrvatskoj zakladu (imetak vrijedan 1,45 milijuna DM) od koje je, na prijedlog Vlahe Bogišića, izgrađena nova Dvorana Matice hrvatske.
Od 1999. do 2002., glavni je tajnik Stjepan Damjanović. Od 2002. do 2006., predsjednik Matice hrvatske Igor Zidić, glavni tajnik Zorislav Lukić. Godine 2002., otvorena je nova Dvorana Matice hrvatske. 2004., prvi put u povijesti Matice, njezina Glavna skupština održana je izvan Zagreba, u Splitu. Godine 2006., održana je Glavna skupština Matice hrvatske u Varaždinu. Za predsjednika je izabran Igor Zidić, za potpredsjednike Vlaho Bogišić, Tonko Maroević i Stjepan Sučić. Za glavnoga tajnika izabran je Zorislav Lukić, za gospodarskoga tajnika Damir Zorić i za književnoga tajnika akademik Ante Stamać.
Godine 2014. predsjednikom Matice postaje Stjepan Damjanović, 2018. Stipe Botica, a 2021. Miro Gavran.

## Djelatnost
Prvo Matičino izdanje bio je Gundulićev Osman iz 1844. godine. To je onda bio kulturni i politički pothvat. Tim se pothvatom izdavači nastojali "spojiti hrvatski sjever i jug, integrirati snage i pokazati ono što je najbolje" (Igor Zidić).
Danas je jedan od najvažnijih i najvećih nakladnika knjiga i časopisa u Hrvatskoj. U Središnjici i ograncima objavljuje više od stotinu knjiga svake godine, koje redovito odnose najvažnije hrvatske književne nagrade. Uz dvadesetak redovnih biblioteka, značenjem se ističe biblioteka Stoljeća hrvatske književnosti, u kojoj je objavljeno već više od stotinu naslova. Središnjica objavljuje dvotjednik Vijenac, književni list za umjetnost, kulturu i znanost, Hrvatsku reviju te književni i znanstveni časopis Kolo. Knjižara Matice hrvatske nalazi se u Palači Matice hrvatsle u Ulici Matice hrvatske u Zagrebu.
Osim izdavačke djelatnosti, Matica hrvatska priređuje brojne kulturne i znanstvene događaje: predstavljanje knjiga, znanstvene simpozije, okrugle stolove, rasprave, stručna i znanstvena predavanja te koncerte klasične glazbe. Pri Središnjici djeluje i Galerija Matice hrvatske u kojoj izlažu ponajprije mladi likovni umjetnici. Matica hrvatska organizator je i Komunikološke i Filozofske škole.

## Ogranci
U Bačkoj se pokušalo organizirati ogranak krajem 1960-ih, no energična reakcija ondašnjih vlasti to je zaustavila. Kao neko "utješno" rješenje vlasti su dopustile osnivanje kulturnog društva Bunjevačkog kola "Eto vam Bunjevačko kolo, nemojte ovdje praviti nikakvu Maticu". Vlasti su i u Bunjevačkom kolu držale konce, tako da su se znatno pobrinule da oni koji su bili u svezi s Maticom hrvatskom ni slučajno ne bi došli u položaj da bi mogli odlučivati o programu rada ili sadržaju manifestacija. Takvo je stanje potrajalo do uvođenja višestranačja. Tek je 1996. obnovljen rad Matice hrvatske u Subotici.
Stotinjak postojećih ogranaka Matice hrvatske objavljuje dvadesetak književnih časopisa, među kojima su Dubrovnik, Književna revija, Dometi, Zadarska smotra, Riječi, Klasje naših ravni ... Ogranci su zbog bogate kulturne djelatnosti u svojim mjestima nezaobilazni, a ponegdje i jedini nositelji kulturnoga života.

## Predsjednici
| Poprsje Ivana Mažuranića u Zrinjevcu |  | Poprsje Ivana Mažuranića u Zrinjevcu |
| Poprsje Ivana Mažuranića u Zrinjevcu |  | Spomen ploča Matiji Mesiću u Brodu   |

| Josip Bratulić, predsjednik Matice 1996.–2002. |  | Josip Bratulić, predsjednik Matice 1996.–2002.            |
| Josip Bratulić, predsjednik Matice 1996.–2002. |  | Stipe Botica, predsjednik Matice od 2018. do 2021. godine |

- Janko Drašković (1842. – 1850.)
- Ambroz Vranyczany (1851. – 1857.)
- Ivan Mažuranić (1858. – 1872.)
- Matija Mesić (1872. – 1874.)
- Ivan Kukuljević Sakcinski (1874. – 1889.)
- Tadija Smičiklas (1889. – 1901.)
- Ivan Trnski (1901. – 1902.)
- Đuro Arnold (1902. – 1909.)
- Oton Kučera (1909. – 1917.)
- Krsto Pavletić (1917. – 1919.)
- Fran Tućan (1919. – 1920.)
- Dragutin Domjanić (1920. – 1927.)
- Albert Bazala (1927. – 1928.)
- Filip Lukas (1928. – 1945.)
- Mihovil Nikolić (1945. – 1950.)
- Gustav Krklec (1950. – 1954.)
- Jakša Ravlić (1954. – 1968.)
- Hrvoje Iveković (1968. – 1970.)
- Ljudevit Jonke (1970. – 1971.)

Dne 1. srpnja 1971. Društvo hrvatskih književnika odreklo se je Novosadskog dogovora, poduprijevši Maticu hrvatsku koja je to bila napravila nešto prije. Godine 1972. zbog progona proljećara i gušenja hrvatskog proljeća, Matica hrvatska je raspuštena, a djelatnost joj je zabranjena. Brojni su njezini poznatiji djelatnici i suradnici zatvoreni, proganjani ili izgnani: Šime Đodan, Miljenko Foretić, Vlado Gotovac, Jozo Ivičević, Zvonimir Komarica, Vlatko Pavletić, Hrvoje Šošić, Franjo Tuđman, Marko Veselica i ini. Samo izvješće o radu Matice, kojom su ona i njezini suradnici stigmatizirana, zauzimao je više od 500 stranica. Godine 1989., nakon demokratskih promjena, obnovljen je rad Matice hrvatske.
- Petar Šegedin (1990.)
- Vlado Gotovac (1990. – 1996.)
- Josip Bratulić (1996. – 2002.)
- Igor Zidić (2002. – 2014.)
- Stjepan Damjanović (2014. – 2018.)
- Stipe Botica (2018. – 2021.)
- Miro Gavran (2021. – danas)

## Časopisi
(nepotpun popis)
- Vijenac
- Kolo
- Hrvatska revija
- Klasje naših ravni
- Hrvatska misao
- Suvremena pitanja – časopis za prosvjetu i kulturu, MH Mostar
- Motrišta, MH Mostar
- Dometi, MH Rijeka

Matica od 2022. održava višednevni Festival knjige u Matici hrvatskoj.

## Nagrade i odličja
Nagrađivanje tiskanih i rukopisnih djela uvela je Matica hrvatska 60-ih godina 19. stoljeća (npr. nagrade iz Zaklade za izdavanje pučkih knjigah, Zaklade grofa Ivana Nepomuka Draškovića, Zaklade Dušana Kotura, Zaklade Adolfa Vebera-Tkalčevića, Zaklade Aleksandra pl. Vuščića i ine), a od 1999. Matica hrvatska dodjeljuje godišnje nagrade za knjige, te Zlatnu, Srebrnu i Brončanu povelju autorima, pojedincima i ustanovama zaslužnim za razvoj Matičina rada i ugleda.
- Nagrada Matice hrvatske za književnost i umjetnost "August Šenoa"
- Nagrada Matice hrvatske za znanost "Oton Kučera"
- Nagrada Matice hrvatske za književnu i umjetničku kritiku "Antun Gustav Matoš"
- Nagrada Matice hrvatske za najbolje djelo objavljeno u ograncima "Sakcinski"
- Nagrada Matice hrvatske za promicanje hrvatskoga jezika i književnosti u svijetu "Jonke"
- Nagrada Matice hrvatske za izniman doprinos u prevođenju svjetske kulturne i znanstvene literature na hrvatski jezik "Mihovil Kombol"
- Odličje Matice hrvatske za zasluge stečene u višegodišnjem zastupanju, organizaciji, učvršćivanju, izgradnji, promicanju i širenju Matice hrvatske i njezinih ciljeva "Janko Drašković"

## Unutarnje poveznice
- Izdavači knjiga u Hrvatskoj

## Vanjske poveznice

### Sestrinski projekti
|  | Zajednički poslužitelj ima još gradiva o temi Matica hrvatska |

### Mrežna mjesta
- Matica hrvatska
- Pravila Matice hrvatske
- Stipan Stantić, Kultura nije privilegij, nego potreba (Povijest ogranka u Bačkoj), Hrvatska riječ, 25. ožujka 2004.  Arhivirana inačica izvorne stranice od 27. rujna 2007. (Wayback Machine)